# جزیره سوانا
جزیره سوانا (اسپانیایی: Isla Saona‎) یک جزیره در جنوب شرقی کشور جمهوری دومینیکن در دریای کارائیب است.
این جزیره که بخشی از استان لا آلتاگراسیا محسوب میشود ۱۱۰ کیلومتر مربع مساحت، ۲۵ کیلومتر طول و ۵ کیلومتر عرض می‌باشد. جمعیت جزیره سوانا ۳۰۰ نفر است.

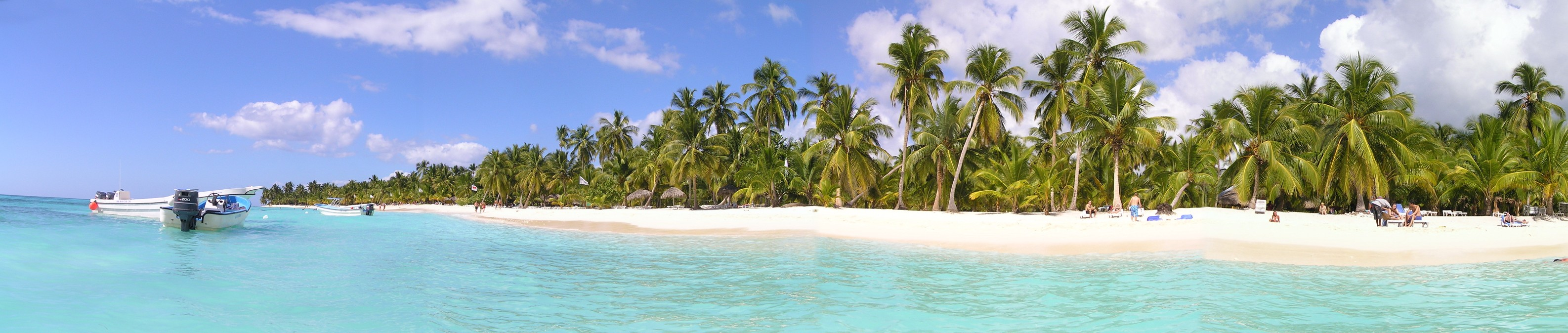
نمایی از ساحل جزیره سوانا